# ジョウシュウトリカブト
ジョウシュウトリカブト（上州鳥兜、学名: Aconitum tonense）は、キンポウゲ科トリカブト属の疑似一年草。
本種は、ふつう有毒植物であるトリカブト属トリカブト亜属のなかで、数少ない無毒の種のひとつであるサンヨウブシ Aconitum sanyoense のシノニムとされたり、同種の変種とされたこともあったが、葉腋にむかご（無性芽）をつけること、また、中屋敷ら (2018) によるDNA分析の結果から同種とは別種とされる。

## 特徴
茎は斜上して高さは55 - 170 cmになり、上部で湾曲して先端は垂れる。下部の茎葉の葉腋にむかごをつける。根出葉と下部の茎葉は、花時には枯れて存在しない。中部の茎葉の葉身は腎円形で、長さ9 - 11 cm、幅11 - 12 cm、掌状に5中裂し、裂片はさらに浅裂する。中裂片は長卵形で先端は尾状にとがり、縁は卵形から卵状披針形の欠刻状鋸歯縁になる。近縁のサンヨウブシ A. sanyoense より茎葉の切れこみが深い。葉の両面ともに無毛で、中部の茎葉の葉柄も無毛。葉腋のむかごは、葉腋についたまま芽を出し、塊根に発達することがある。むかごは渓流の流れに沿って下流に運ばれる。
花期は8-9月。花柄は長さ3.5 - 6.5 cmで、毛は無い。花は淡青紫色で、長さは3.5 - 4 cmになる。花弁にみえるのは萼片で、上萼片1個、側萼片2個、下萼片2個の5個で構成される。かぶと状になる上萼片の外面はほとんど無毛。花弁は上萼片の中に隠れて見えないが、柄、舷部、蜜を分泌する距、唇部で構成される。雄蕊は多数あり無毛、雌蕊には全面に開出毛が生える。果実は長さ1.5 cmの袋果になり、全面に開出した短毛が生える。染色体数2n=16の2倍体種である。

## 分布と生育環境
日本固有種である。本州の尾瀬とその周辺（福島県、新潟県、群馬県および栃木県）に分布し、渓流沿いの林縁に生育する。一般に沢沿いに生育し、あまり群落などがみられないことから、個体数が少ない種であると推定されるという。

## 名前の由来
和名ジョウシュウトリカブトは、「上州鳥兜」の意で、上野国（上州）利根郡で採集された標本によって、中井猛之進 (1936) が命名した。
種小名（種形容語）tonense も中井による命名記載。

## 種の保全状況評価
国（環境省）のレッドデータブック、レッドリストでの選定はない。分布する福島県、新潟県、群馬県および栃木県のレッドデータ、レッドリストにも掲載がない。新潟県湯沢町のジョウシュウトリカブトを調査し、2018年に発表した中屋敷らは、「非常に限られた地域にのみ自生していることを考えると，早急な保護および自生地周囲の環境保全への着手が必要である」と述べている。

## 分類
ジョウシュウトリカブトは、トリカブト属のうち、トリカブト亜属 Subgenus Aconitum、サンヨウブシ節 Section Flagellaria、サンヨウブシ列 Series Latifolia に分類される。サンヨウブシ列には、日本産の種としては本種の他、サンヨウブシ Aconitum sanyoense、ガッサントリカブト A. gassanense およびイイデトリカブト A. iidemotanus が属する。サンヨウブシ列の種は、温帯に分布し、葉身は膜質から草質で、腎円形となり5-7中裂から浅裂、ときに五角形となり3深裂する共通点をもつ。本種とサンヨウブシは、花柄と上萼片は無毛となり、本種は葉腋にむかごをつける。ガッサントリカブトの花柄と上萼片には短い屈毛が生え、イイデトリカブトの花柄と上萼片には開出毛と腺毛が生える。

## むかごをつけるトリカブト亜属
トリカブト亜属の種は、子根による栄養繁殖と種子による種子繁殖により繁殖する疑似一年草であるが、それらによる繁殖の他、葉腋にむかごをつけて栄養繁殖する種があり、それは長い間、ジョウシュウトリカブトだけとされてきた。近年、むかごをつける個体のあるトリカブト亜属の他の種が見つかっている。新潟県からはハクバブシ Aconitum zigzag  subsp. kishidae であり（中屋敷ら、2018）、滋賀県、京都府からはイブキトリカブト A. japonicum subsp. ibukiense である（小﨑ら、2020, 2021）。小﨑らの研究では、果実の結実が減少した集団、すなわち種子生産が少ない集団では、より多くのむかごをつける可能性があるという。

## ギャラリー

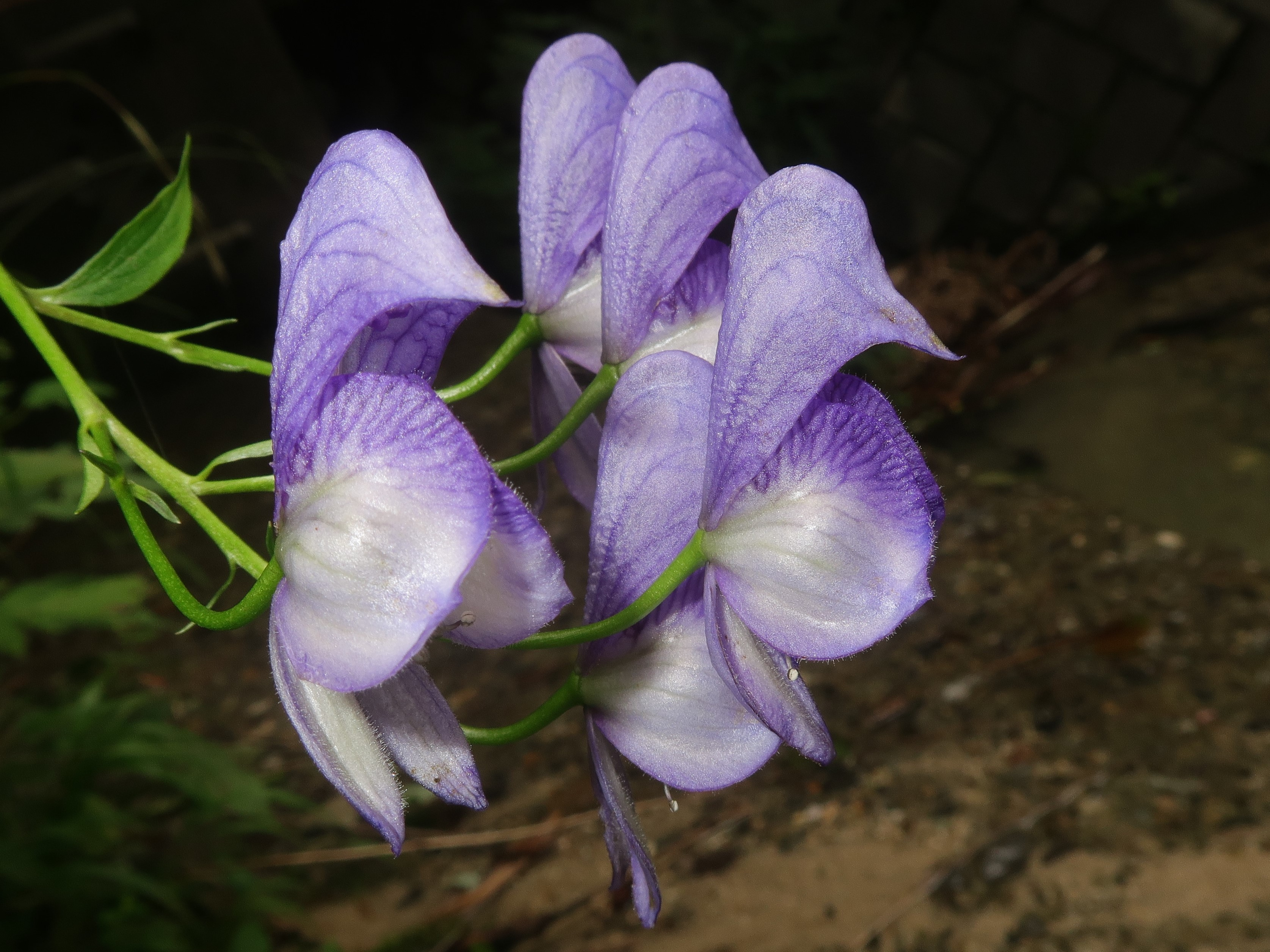
花は淡青紫色。花弁にみえるのは萼片で、上萼片1個、側萼片2個、下萼片2個の5個で構成される。
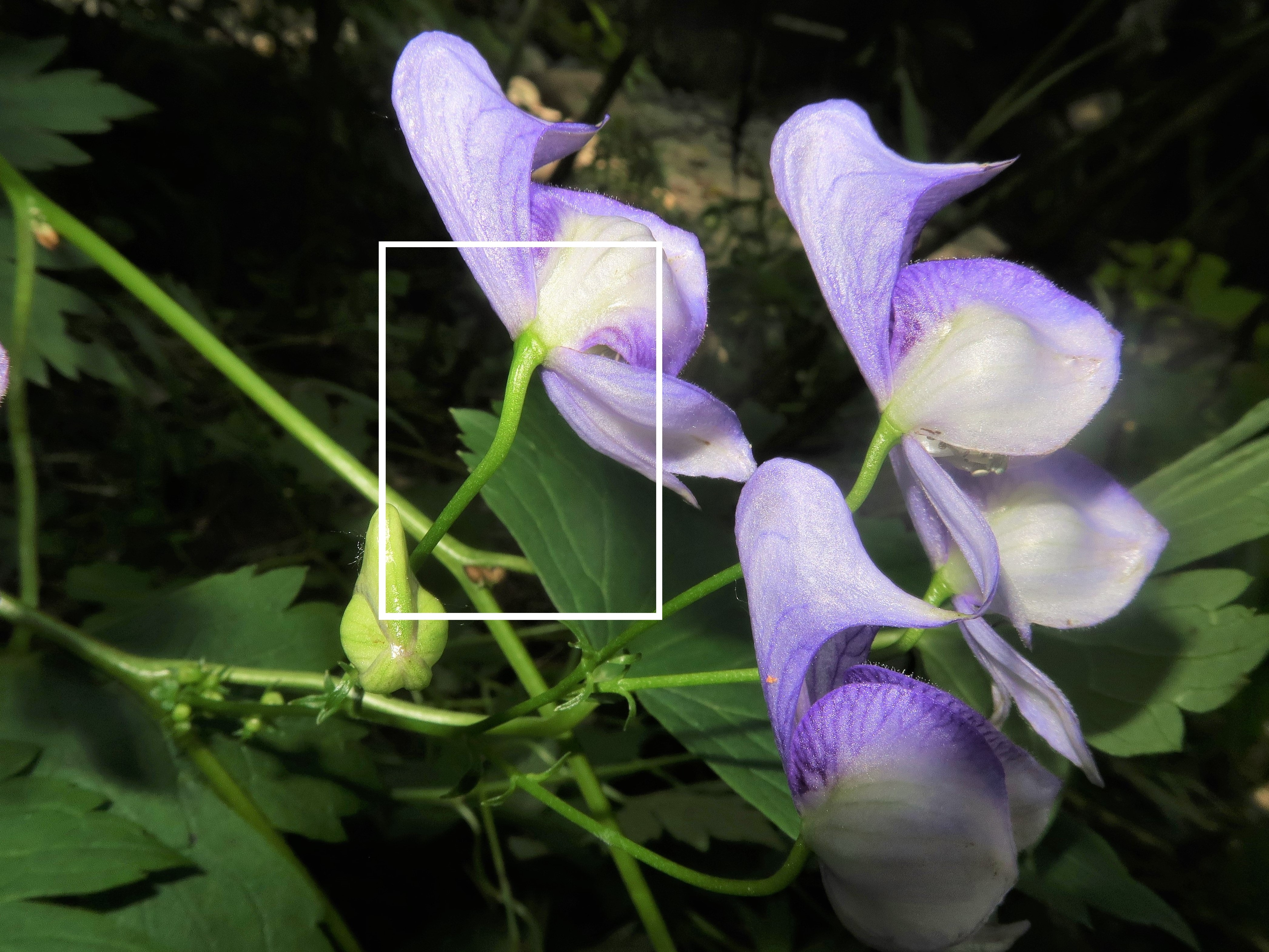
白色の四角形を右写真に拡大。
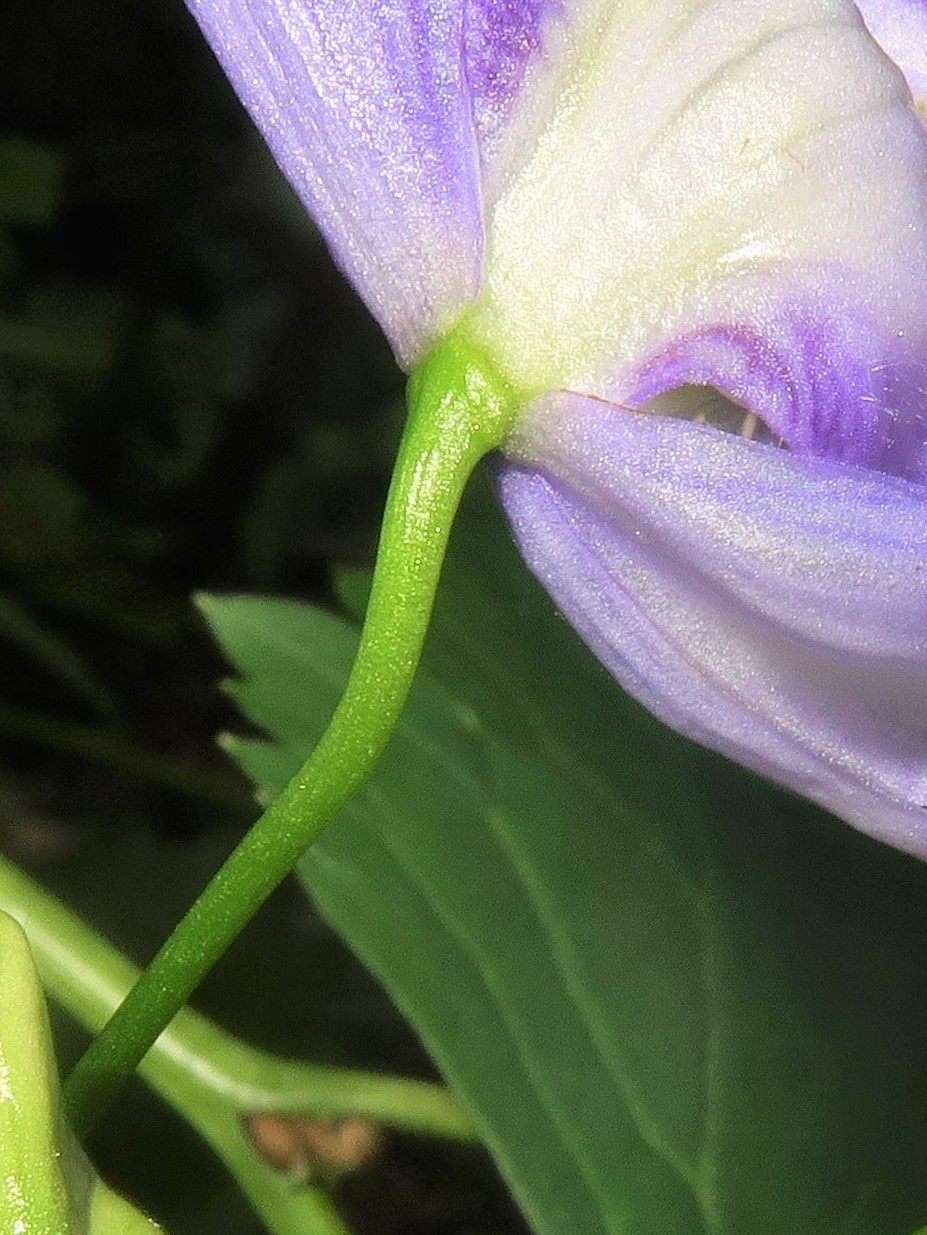
左の白色の四角形部分の拡大。花柄に毛は無い。萼片の外面は無毛。
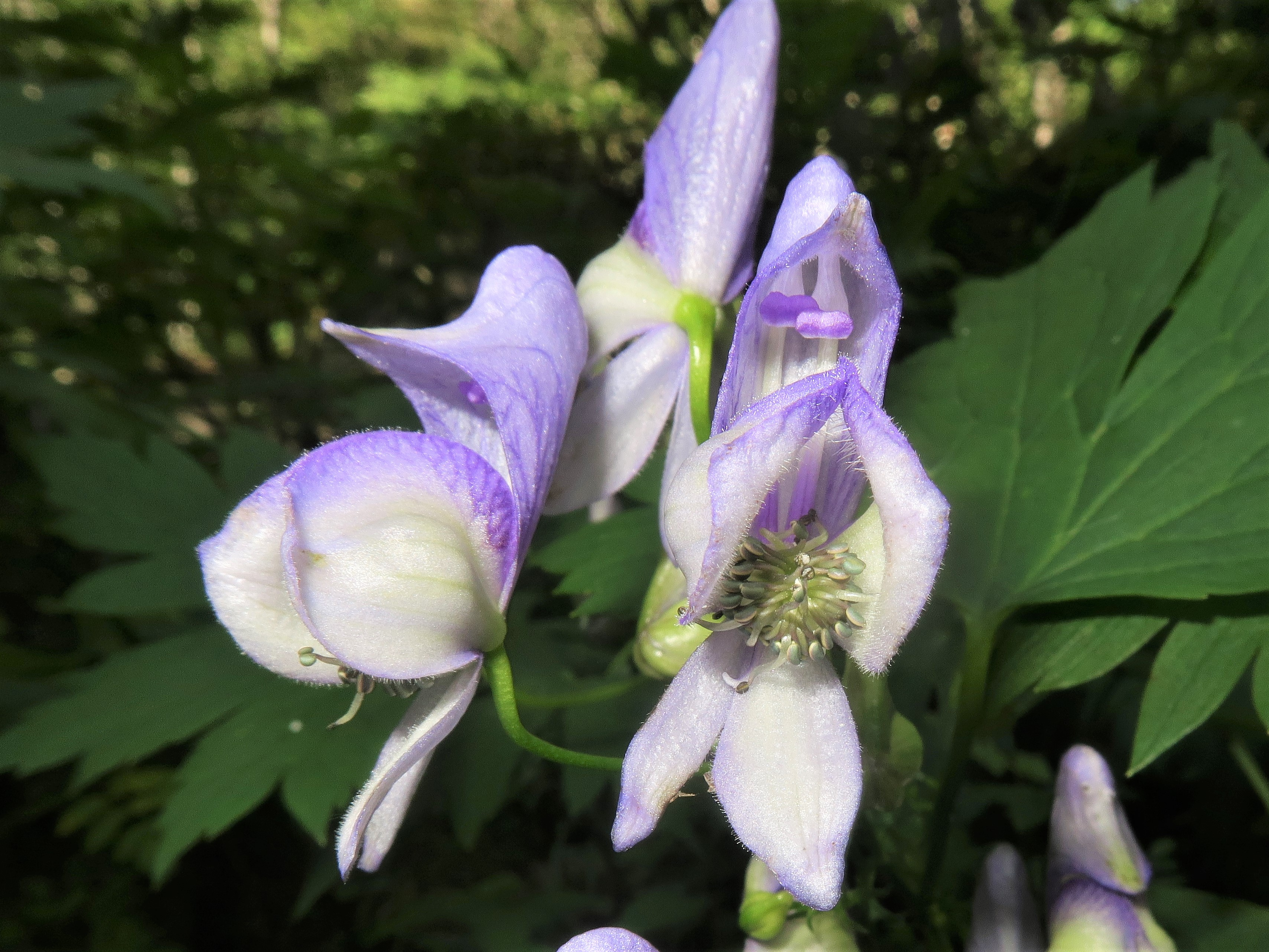
雄蕊は多数あり無毛。雌蕊は全面に開出毛が生えるが、この画像ではよく確認できない。
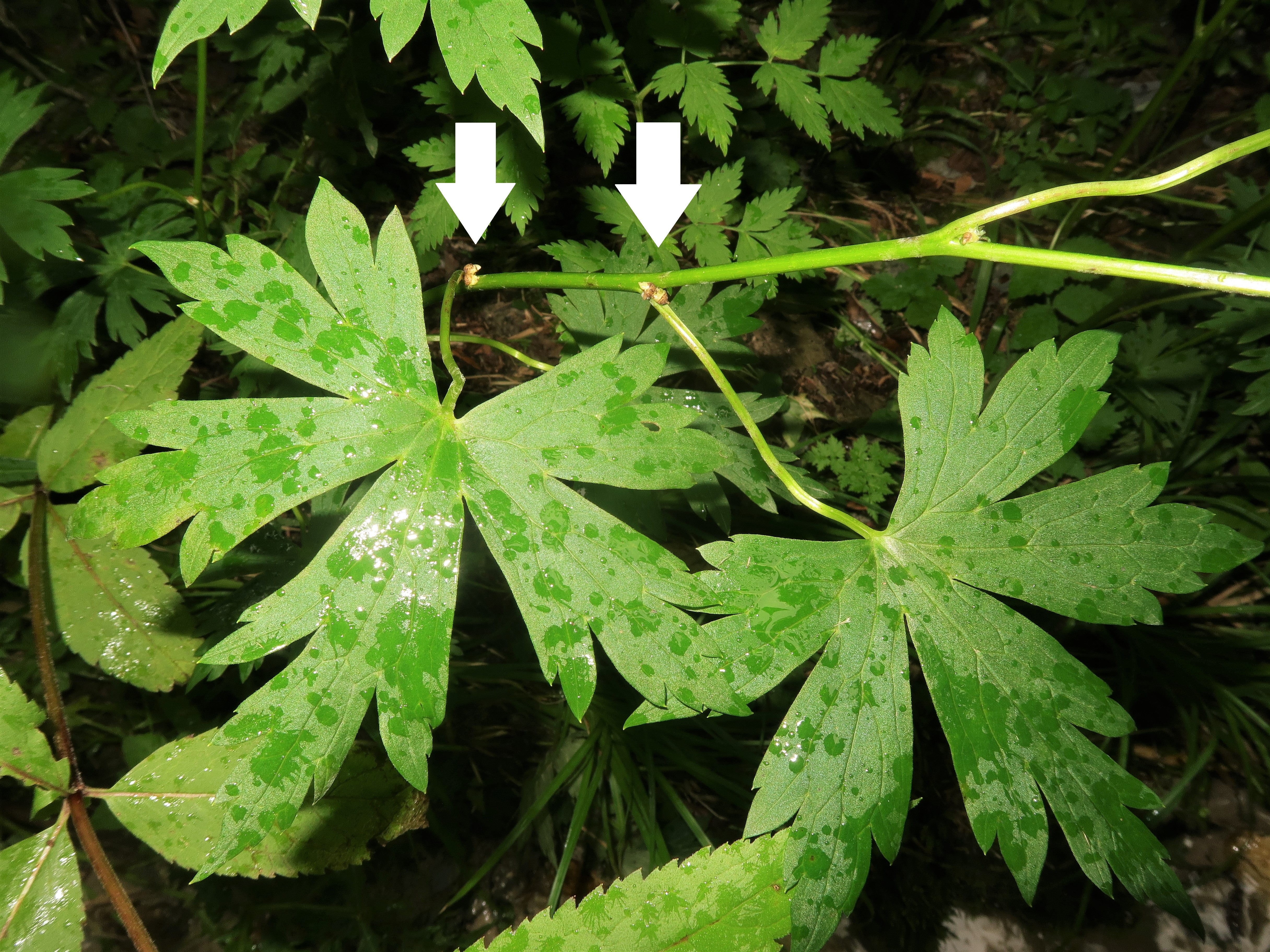
⇩印、下部の茎葉の葉腋にむかごをつける。
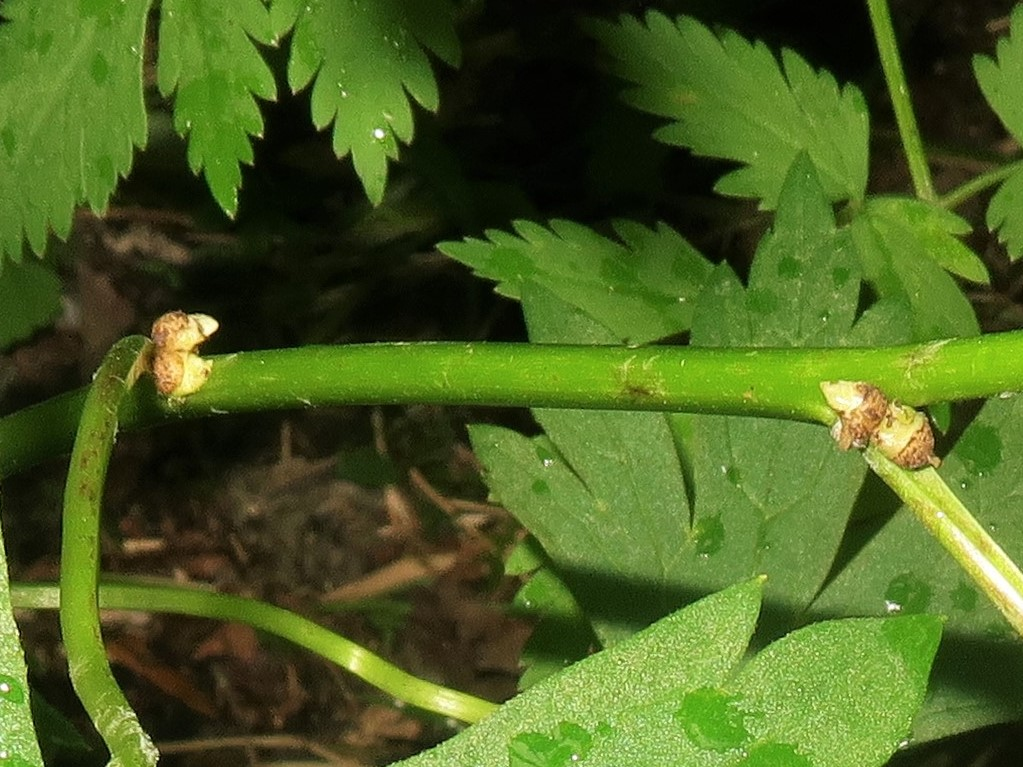
左の⇩印の拡大。
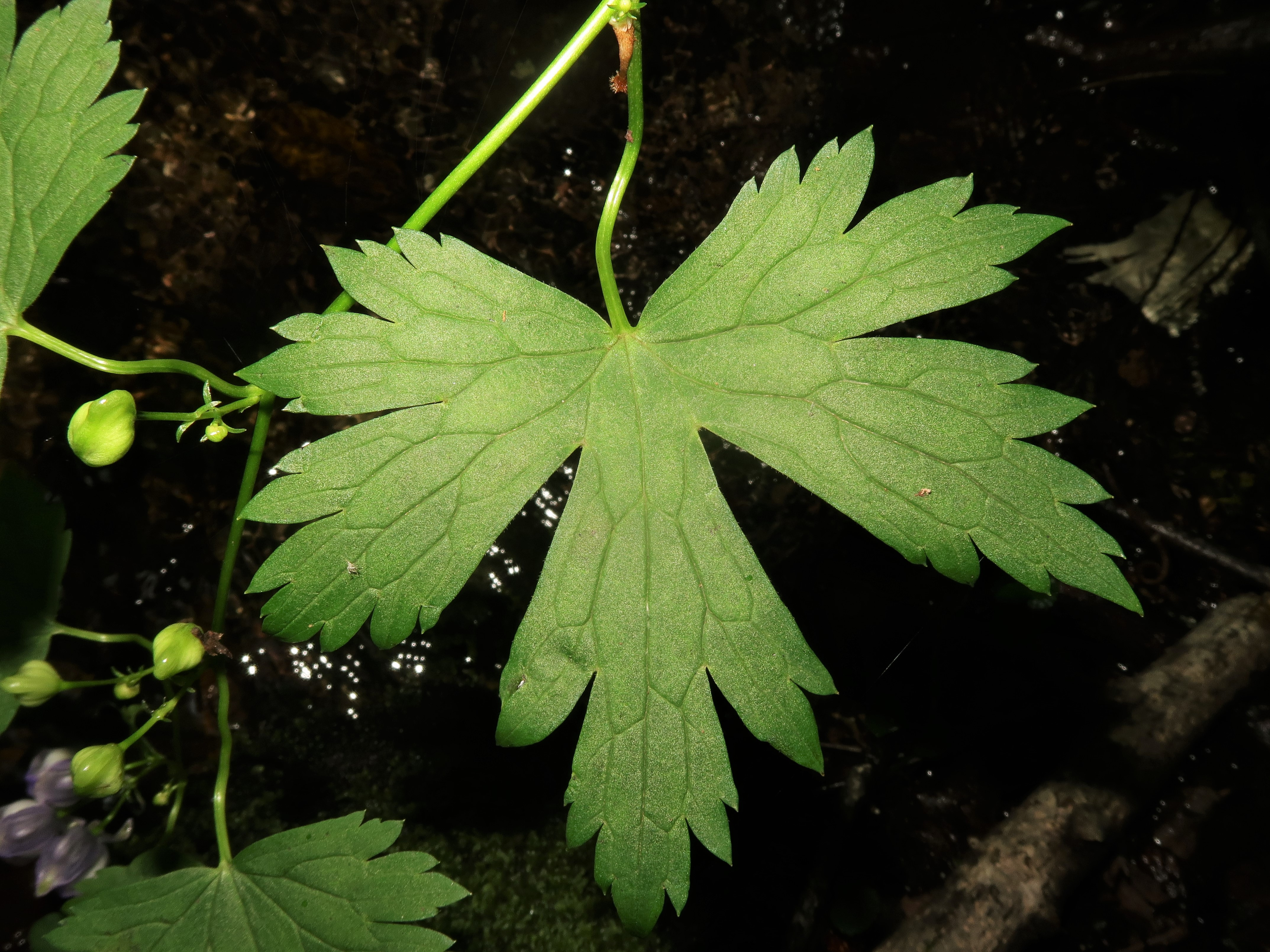
中部の茎葉の葉身は腎円形で、掌状に5中裂し、裂片はさらに浅裂する。近縁のサンヨウブシ A. sanyoense より茎葉の切れこみが深い。
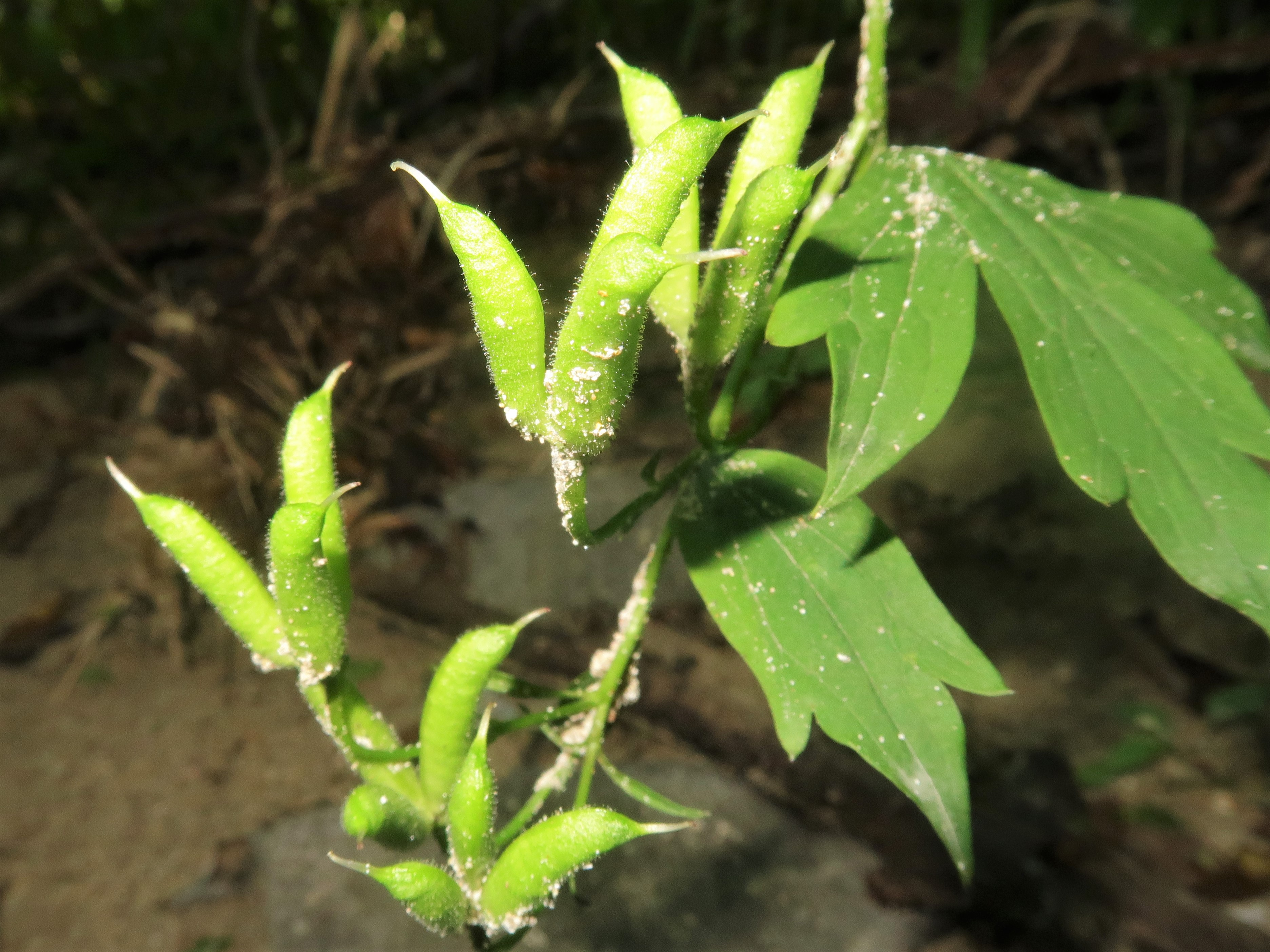
果実は袋果になり、全面に開出した短毛が生える。
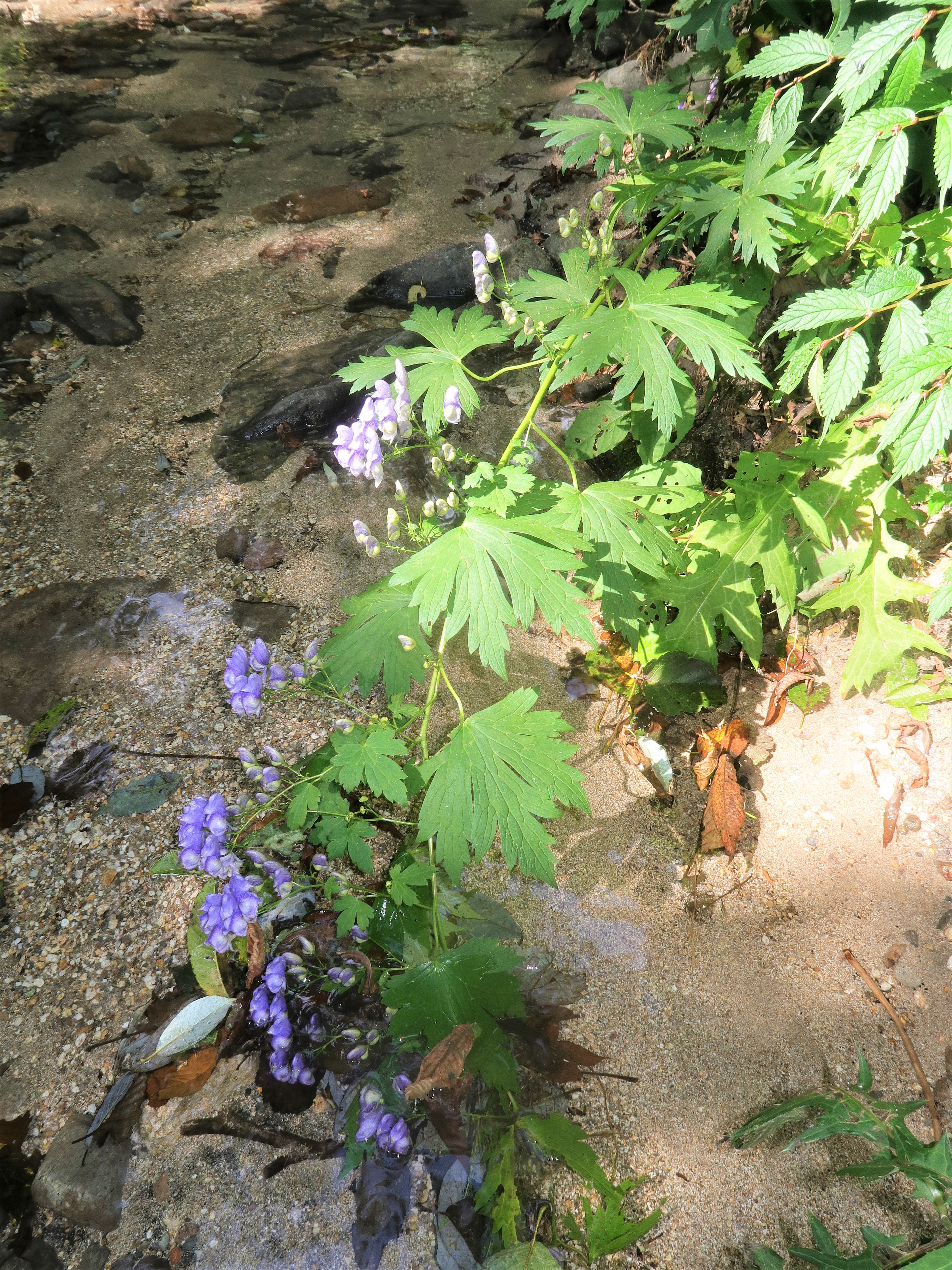
生育環境。渓谷に造成された砂防堰堤の上流側の堆積土砂に生育するジョウシュウトリカブト。ウワバミソウ、アザミ属の種とともに生育していた。